# Gieseke Miklós
Gieseke Miklós (Giseke Nikolaus Dietrich) (Nemescsó, 1724. április 2. – Sondershausen, 1765. február 23.) német író.

## Élete
Gieseke Miklós (Giseke Nikolaus Dietrich) német szülők gyermekeként 1724. április 2-án született Magyarországon, a Vas vármegyei Nemes-Csoón. 1745-ben a lipcsei egyetemen hallgatott teologiát. 1748-ban Hannoverbe, majd Braunschweigbe ment, ahol a híres Jeruzsálem nevelője lett, akinek tragikus végű életét Goethe is feldolgozta "Werthers Leiden" című regényében. 1753-ban Trautensteinben volt lelkész, később pedig Sonderhausenben lett szuperintendens. Itt Sonderhausenben halt meg 41 véves korában, 1765-ben.

## Munkássága
Egyházi dalokat, ódákat, meséket, episztolákat írt, melyeket összegyűjtve 1767-ben Chr. Görtner adott ki. Szerkesztője volt a Der Jüngling című folyóiratnak is.